# Cơ chế rà soát định kỳ phổ quát
Cơ chế rà soát định kỳ phổ quát còn được gọi là Kiểm điểm Định kỳ Phổ quát (tiếng Anh: Universal Periodic Review), viết tắt là UPR,  là một cơ chế của  Hội đồng Nhân quyền (HRC) Liên Hợp Quốc (UN) xuất hiện từ quá trình cải cách năm 2005 của Liên Hợp Quốc. Thường được gọi là UN-UPR, cơ chế này được thành lập theo nghị quyết Đại hội đồng 60/251 ngày 3 tháng 4 năm 2006. UPR định kỳ kiểm tra hoạt động nhân quyền của tất cả 193 quốc gia thành viên LHQ. Cơ chế này nhằm bổ sung, không trùng lặp với hoạt động của các cơ chế nhân quyền khác, bao gồm cả các cơ quan điều ước nhân quyền của Liên Hợp Quốc. Đây là cơ chế nhân quyền quốc tế đầu tiên giải quyết vấn đề nhân quyền ở tất cả các quốc gia và tất cả các quyền con người. Nhóm làm việc về UPR, bao gồm 47 quốc gia thành viên của HRC và do Chủ tịch HRC chủ trì, tiến hành việc rà soát một quốc gia.

## Nguyên tắc và mục tiêu
Nghị quyết 5/1 ngày 18 tháng 6 năm 2007 và quyết định 6/102 ngày 27 tháng 9 năm 2007 của Hội đồng Nhân quyền xác định các chức năng của UPR trong chu kỳ đầu tiên từ 2008 - 2012. Trong chu kỳ thứ hai và sau đó, một vài sửa đổi được đưa ra theo Nghị quyết 16/21 ngày 12 tháng 4 năm 2011 và quyết định 17/119 ngày 19 tháng 7 năm 2011 của Hội đồng Nhân quyền, sau khi HRC xem xét (để biết thêm chi tiết, xem quy trình đánh giá của HRC bên dưới). Nghị quyết 5/1 của HRC quy định rằng UPR phải:
- Thúc đẩy tính phổ quát, phụ thuộc lẫn nhau, không thể chia cắt và liên quan đến nhau của tất cả các quyền con người
- Là một cơ chế hợp tác dựa trên thông tin khách quan và đáng tin cậy và đối thoại tương tác
- Đảm bảo mức độ phổ quát (áp dụng với tất cả các quốc gia) và đối xử bình đẳng với tất cả các quốc gia
- Là một quá trình liên chính phủ, được các thành viên LHQ dẫn dắt, và hướng đến hành động
- Có sự tham gia đầy đủ của quốc gia được rà soát
- Bổ sung và không trùng lặp các cơ chế nhân quyền khác, do đó thể hiện một giá trị mới
- Được tiến hành một cách khách quan, minh bạch, có tính xây dựng, không mang tính chọn lọc, không đối đầu và không chính trị hóa.
- Không quá nặng nề với Nhà nước liên quan hoặc chương trình nghị sự của HRC
- Không được quá dài; nó phải thực tế và không tốn một lượng thời gian không tương xứng hoặc nguồn nhân lực và tài chính
- Không làm giảm năng lực của HRC để đối phó với các tình huống nhân quyền cấp bách
- Tích hợp đầy đủ quan điểm về giới
- Tính đến mức độ phát triển và đặc thù của các quốc gia
- Đảm bảo sự tham gia của tất cả các bên liên quan, bao gồm các tổ chức phi chính phủ (NGO) và các cơ quan nhân quyền quốc gia (NHRI).

Mục tiêu của UPR là:
- Cải thiện tình hình nhân quyền trên thực tế
- Hướng đến việc thực hiện các nghĩa vụ và cam kết nhân quyền của Nhà nước và đánh giá các phát triển tích cực cũng như thách thức mà Nhà nước phải đối mặt
- Nâng cao năng lực của Nhà nước và hỗ trợ kỹ thuật, có tham vấn và với sự đồng ý của Nhà nước liên quan
- Việc chia sẻ thực tiễn tốt nhất giữa các quốc gia và các bên liên quan khác
- Hỗ trợ hợp tác trong việc thúc đẩy và bảo vệ quyền con người
- Khuyến khích hợp tác và tham gia đầy đủ với HRC, các cơ quan nhân quyền khác và Văn phòng Cao ủy Nhân quyền LHQ (OHCHR).

Nghị quyết 16/21 của HRC quy định thêm rằng các chu kỳ thứ hai và tiếp theo nên tập trung vào việc thực hiện các khuyến nghị được chấp nhận và những diễn biến của tình hình nhân quyền tại quốc gia được rà soát.

## Thủ tục

### Chu kỳ UPR
Chu kỳ UPR đầu tiên được thực hiện trong vòng 4 năm, chu kỳ thứ hai được kéo dài thành 4,5 năm và chu kỳ thứ ba thực hiện trong vòng 5 năm. Cứ mỗi năm Nhóm làm việc UPR của HRC rà soát được 42 quốc gia trong 3 kỳ họp, mỗi kỳ rà soát được 14 quốc gia. HRC xác định thứ tự rà soát cho chu kỳ UPR đầu tiên (2008-2012) vào ngày 21 tháng 9 năm 2007 thông qua việc rút thăm  và thứ tự tương tự sẽ được duy trì trong các chu kỳ thứ hai và tiếp theo. Thứ tự rà soát đầu tiên tuân theo nghị quyết 5/1 yêu cầu  rằng tất cả 47 quốc gia thành viên của HRC phải được rà soát trong nhiệm kỳ thành viên, bên cạnh một số tiêu chí khác.
UPR đã trải qua hai chu kỳ và đang ở chu kỳ thứ ba. Theo Quyết định A/HRC/DEC/47/115 của Hội đồng Nhân quyền ngày 03/8/2021, chu kỳ thứ tư sẽ bắt đầu vào tháng 10-11/2022 sau khi kỳ họp thứ 50 của Hội đồng thông qua các văn bản cuối cùng về UPR chu kỳ thứ ba.

### Cơ sở của việc rà soát
Cơ sở của việc rà soát một quốc gia trong UPR là: (a) Hiến chương Liên hợp quốc; (b) Tuyên ngôn nhân quyền phổ quát; (c) Các điều ước nhân quyền mà một quốc gia là thành viên; và (d) các lời hứa và cam kết tự nguyện của Nhà nước, bao gồm cả những cam kết được đưa ra khi ứng cử vào HRC. Việc rà soát một quốc gia cũng có tính đến luật nhân đạo quốc tế phù hợp.